# 吴友如

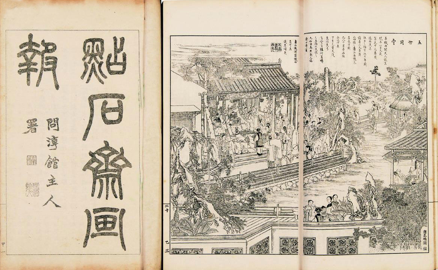
吴友如作品主要集中于点石斋画报

吴友如（约1840～1893年） 名嘉猷，字友如，别号署猷，江苏苏州人，19世纪后半叶画家。早年在北京作为宫廷画家，之后移居苏州。太平天国运动波及苏州后，吴友如为躲避战争，与很多苏州人一起逃跑到上海，并成为《点石斋画报》的专用画师，因其作画技巧超群，画出的人物生动而积累了大量声誉。其画作成为这个阶段有别于之前文人画一种新技巧的代表。他的创作以时事画为主，笔触细腻，是海派绘画的早期代表。